# Yūzō Yamamoto
Pour les articles homonymes, voir Yamamoto.
Yūzō Yamamoto (山本 有三, Yamamoto Yūzō, 27 juillet 1887 - 1er janvier 1974) est un romancier et dramaturge japonais. Son nom véritable s'écrit 山本 勇造 mais se prononce de la même façon que son nom de plume. Il naît dans une famille de fabricants de kimono à Tochigi, dans la préfecture de Tochigi.
Après l'obtention de son diplôme à l'université impériale de Tokyo, il fait ses débuts littéraires en 1920 avec la pièce La Couronne de la vie (生命の冠, Seimei no kanmuri). Plus tard, en compagnie des écrivains Kan Kikuchi et Akutagawa Ryūnosuke, il est cofondateur de l'« Association des écrivains japonais » et critique ouvertement la politique de censure du gouvernement militaire du Japon de la période de guerre.
Après la Seconde Guerre mondiale, il participe au débat sur la réforme de la langue japonaise, et de 1947 à 1953, sert à la Diète nationale en tant que membre de la Chambre des Conseillers. Il est bien connu pour son opposition à l'utilisation d'expressions énigmatiques en japonais écrit et son  plaidoyer en faveur de l'utilisation limitée des furigana. En 1965, il est décoré du prestigieux Ordre de la Culture.
Après sa mort, la grande maison de style européen de Yamamoto située dans la ville de Mitaka, banlieue de Tokyo, est convertie en un musée mémorial Yūzō Yamamoto. Un musée lui est également consacré dans sa ville natale de Tochigi.

## Ouvrages (sélection)
- A Woman’s Life (女の一生, Onna no isshō)
- Towards the Truth (真実一路, Shinjitsu ichiro)
- The Crown of Life (生命の冠, Seimei no kanmuri) pièce
- Two Women and War (戦争と二人の夫人, Sensō to futari no fujin)
- Kindred Spirits (同志の人々, Dōshi no hitobito) pièce
- Waves (波, Nami)
- A Stone by the Roadside (路傍の石, Robō no ishi)

## Source de la traduction
- (en) Cet article est partiellement ou en totalité issu de l’article de Wikipédia en anglais intitulé « Yuzo Yamamoto » (voir la liste des auteurs).